# Dimas Zegarra
Dimas Zegarra Castillo (Lima, 19 de diciembre de 1932-Lima, 20 de julio de 2023) fue un futbolista peruano que se desempeñaba como portero. Se inició en el Santiago Barranco, luego jugó por Sporting Tabaco, Unión Callao, Universitario de Deportes y se retiró en el Porvenir Miraflores de la Primera División del Perú.

## Trayectoria
Se inició en Santiago Barranco a fines de la década del 40, luego pasó al Sporting Tabaco en 1950 y al Unión Callao en 1951, al año siguiente jugó por Universitario de Deportes hasta 1966, se retiró en Porvenir Miraflores en 1969. 
Pese a sus casi dos metros de estatura Zegarra era muy ágil y fue apodado «Superman» por sus grandes voladas. Se identificó con Universitario de Deportes donde estuvo 15 temporadas siendo su debut en la primera fecha del torneo de 1953, fue el primer jugador afro-peruano en defender al cuadro merengue. A lo largo de esos años Dimas ganó tres títulos en 1959, 1960 y 1964, jugó por el cuadro estudiantil un total de 238 encuentros, siendo únicamente superado en partidos jugados por el arquero argentino-peruano Óscar Ibáñez. 
Zegarra, quien sufre de Alzheimer hace ya varios años, recibió en el mes de septiembre de 2020 la camiseta de arquero de la edición especial lanzada por el club merengue de Ate como parte de la campaña de concientización sobre esta enfermedad.

## Selección Peruana

### Participaciones en Copa América
| Eurocopa                     | Sede    | Resultado |
| ---------------------------- | ------- | --------- |
| Campeonato Sudamericano 1956 | Uruguay | Sexto     |

## Clubes
| Club                      | País | Año         |
| ------------------------- | ---- | ----------- |
| Santiago Barranco         | Perú | 1949        |
| Sporting Tabaco           | Perú | 1950 - 1951 |
| Unión Callao              | Perú | 1951        |
| Universitario de Deportes | Perú | 1952 - 1966 |
| Porvenir Miraflores       | Perú | 1967 - 1969 |

## Estadísticas
| 1952  | 2   | 0 |
| 1953  | 16  | 0 |
| 1954  | 18  | 0 |
| 1955  | 19  | 0 |
| 1956  | 17  | 0 |
| 1957  | 15  | 0 |
| 1958  | 20  | 0 |
| 1959  | 21  | 0 |
| 1960  | 18  | 0 |
| 1961  | 13  | 0 |
| 1962  | 18  | 0 |
| 1963  | 18  | 0 |
| 1964  | 22  | 0 |
| 1965  | 21  | 0 |
| 1966  | 8   | 0 |
| Total | 246 | 0 |

## Palmarés
| Título                    | Club                      | País | Año  |
| ------------------------- | ------------------------- | ---- | ---- |
| Primera División del Perú | Universitario de Deportes | Perú | 1959 |
| Primera División del Perú | Universitario de Deportes | Perú | 1960 |
| Primera División del Perú | Universitario de Deportes | Perú | 1964 |